# Affaire Geneviève Legay
Le texte peut changer fréquemment, n’est peut-être pas à jour et peut manquer de recul. 
Le titre et la description de l'acte concerné reposent sur la qualification juridique retenue lors de la rédaction de l'article et peuvent évoluer en même temps que celle-ci.
L'affaire Geneviève Legay est une affaire judiciaire française liée à la charge policière subie par une manifestante à Nice le 23 mars 2019 et aux blessures en ayant résulté.

## Faits
Une manifestation de Gilets jaunes à la veille d'une visite du président chinois Xi Jinping tourne mal à Nice, le 23 mars 2019.
Le commissaire Rabah Souchi, chargé des opérations de contrôle de la manifestation, ordonne une charge policière. Une manifestante : Geneviève Legay, 73 ans, est gravement blessée, victime d’une hémorragie et de plusieurs fractures au crâne et au coccyx et de côtes cassées après avoir été projetée au sol par un policier place Garibaldi, dans un périmètre d'interdiction établi par la Préfecture.
Le même jour, un capitaine de gendarmerie refuse que ses hommes obéissent aux ordres du commissaire Rabah Souchi et alerte ses supérieurs sur le comportement de ce dernier.

## Réactions et conséquences
Le maire de Nice, Christian Estrosi, affirme : « ce n'est pas un heurt avec la police (...) elle a trébuché (...) ce sont des blessures superficielles (...) ne pas se trouver à un endroit où on ne doit pas être, c'est mieux ».
Le président de la République, Emmanuel Macron, affirme le surlendemain de la manifestation au journal Nice-Matin : « Quand on est fragile, qu’on peut se faire bousculer, on ne se rend pas dans des lieux qui sont définis comme interdits et on ne se met pas dans des situations comme celle-ci », en souhaitant à la manifestante « peut-être une forme de sagesse ».
Le 16 juin 2019, le ministre de l'Intérieur, Christophe Castaner, récompense Rabah Souchi et sa compagne.

## Enquêtes
Le procureur de Nice, Jean-Michel Prêtre, confie l'enquête préliminaire à la compagne du commissaire Rabah Souchi, mis en cause dans l'affaire et elle-même également impliquée dans le maintien de l’ordre de cette manifestation. Le procureur confirmera que ce choix a été fait en connaissance de cause.
Geneviève Legay affirme que lors de l'enquête : « les policiers ont insisté pour me faire dire que c’était un journaliste qui m’avait poussée. Or, c’est faux »,.
Le 10 juillet 2019, des doutes sur le déroulement de l'enquête pousse la Cour de cassation à accéder à la demande de dépaysement du dossier au profit du tribunal de grande instance de Lyon,.
Les ordres de la police étaient « inadaptés » au moment de « la charge », selon l’IGPN,, et un rapport de gendarmerie évoque des consignes « disproportionnées » de la part de la police face à une « foule calme ».
Jean-Michel Prêtre, procureur de Nice, dément d'abord tout « contact » physique de la part des forces de l'ordre.
Finalement, à la suite de l'exploitation d'images de vidéosurveillance et à des témoignages de policiers, publié par la journaliste Pascale Pascariello dans Mediapart, le 28 mars 2019, le magistrat reviendra sur sa déclaration et reconnaîtra le 29 mars 2019 que la militante d'Attac et de la CGT a été poussée par un policier. Il affirmera également ne pas avoir voulu mettre le chef de l’État dans l’embarras « avec des divergences trop importantes » entre les versions. Il sera finalement muté à la cour d'appel de Lyon fin 2019.
Le 30 mars 2019, le policier à l'origine des blessures de Genevière Legay, exprime dans Nice-Matin, les regrets des conséquences de son intervention, tout en indiquant avoir agi sur ordre.
Le 26 mai 2020, Pascale Pascariello est convoquée par l'IGPN dans le cadre de l'enquête mais refuse de répondre aux questions en invoquant la protection des sources. Un policier de la Direction départementale de la sécurité publique (DDSP) des Alpes-Maritimes est suspendu car il est soupçonné d'avoir renseigné Médiapart et d'avoir violé le  secret professionnel.

## Procès
En octobre 2021, le parquet de Lyon requiert le renvoi du commissaire Rabah Souchi poursuivi, selon son avocat, au titre de la « complicité de violences volontaires ».
Durant le procès, en janvier 2024, Rabah Souchi s'attache à prouver « le caractère nécessaire et proportionné de l'usage de la force, pourtant battu en brèche par la procédure et la synthèse de l'IGPN ». 
Le 8 mars 2024, le tribunal correctionnel de Lyon condamne le commissaire Rabah Souchi à six mois de prison avec sursis. 